# القنب الطبي
القنب الطبي القنب الماريجوانا الطبية هي إلى منتجات القنب والجزيئات الكانابينويدية التي يصفه الأطباء لمرضاهم، يتمتع استخدام القنب كدواء بتاريخ طويل ، ولكنه لم يخضع لاختبارات صارمة مثل النباتات الطبية الأخرى بسبب القيود المفروضة على الإنتاج والحكومة، مما أدى إلى محدودية البحوث السريرية لتحديد سلامة وفعالية استخدام الحشيش لعلاج الأمراض، ويمكن أن يقلل القنب من الغثيان والقيء أثناء العلاج الكيميائي كما تشير الدلائل الأولية، وتحسين الشهية لدى الأشخاص المصابين بفيروس نقص المناعة البشرية " الإيدز"، والحد من الألم المزمن وتشنجات العضلات.
يؤدي الاستخدام قصير الأجل إلى زيادة من مخاطر الآثار السلبية الطفيفة والكبيرة، وتشمل الآثار الجانبية الشائعة مثل الدوخة، والشعور بالتعب، والتقيؤ، والهلوسة. وأما بالنسبة للآثار طويلة الأجل للقنب ليست واضحة، وتشمل بما يتعلق بمشاكل الذاكرة والإدراك وخطر الإدمان وانفصام الشخصية لدى الأطفال، وخطر إصابة الأطفال له بمحض الصدفة.
تمتلك نبتة القنب تاريخ طبي التي يعود تاريخها إلى آلاف السنين في العديد من الثقافات. وقدقدمت بعض المنظمات الطبية طلب إزالة القنب من قائمة المواد الممنوعة المدرجة في الجدول، وتتبعها هيئات المراجعة التنظيمية والعلمية. يعارض آخرون تقنينها مثل الأكاديمية الأمريكية لطب الأطفال.

يمكن إعطاء القنب الطبي من عدة طرق، قد تكون عن طريق الكبسولات وقرص للمص والجرعات ولاصقات جلدية والبخاخات عن طريق الفم أو الجلد وأكل القنب وتدخين الاعشاب المجففة . القنب الصناعي متاح للاستخدام بوصفة طبية في بعض البلدان، مثل درونابينول ونابيلون . تشمل البلدان التي تسمح استخدام جميع نباتات القنب الطبي هي أستراليا وكندا وشيلي وكولومبيا وألمانيا واليونان وإسرائيل وإيطاليا وهولندا وبيرو وبولندا والبرتغال وأوروجواي والمغرب. صادقت الولايات المتحدة ثلاثة وثلاثون ولاية ومقاطعة كولومبيا على القنب للأغراض الطبية بدءاً من اقتراح مشروع ولاية كاليفورنيا 215 في عام 1996. في أمريكا وعلى الرغم من أن القنب لا يزال محظورًا على المستوى الفيدرالي، فقد قامت 23 ولاية في الولايات المتحدة بتشريع استخدام القنب الطبي. مع زيادة عدد الأشخاص الذين ينظرون إلى هذا العقار كعلاج طبي، فإنهم قد يستبدلونه بالأدوية الموصوفة طبيًا. 

## تصنيف
نظرًا لأن هناك العديد من أصناف نبات القنب ومشتقاته تشترك جميعها في نفس الاسم ظهرت العديد من سلالات القنب المختلفة تسمى القنب الطبي، فإن مصطلح القنب الطبي يمكن أن يكون ملتبسا أو أن يساء استعماله. يحتوي نبات القنب على أكثر من أربع مائة مادة كيميائية مختلفة، حوالي سبعين مادة نباتية. تحتوي الأدوية النموذجية المعتمدة على مادة كيميائية واحدة أو اثنتين فقط. يعد عدد المواد الكيميائية الفعالة في الحشيش أحد أسباب صعوبة تصنيف ودراسة العلاج باستخدام القنب.

## الاستخدامات الطبية

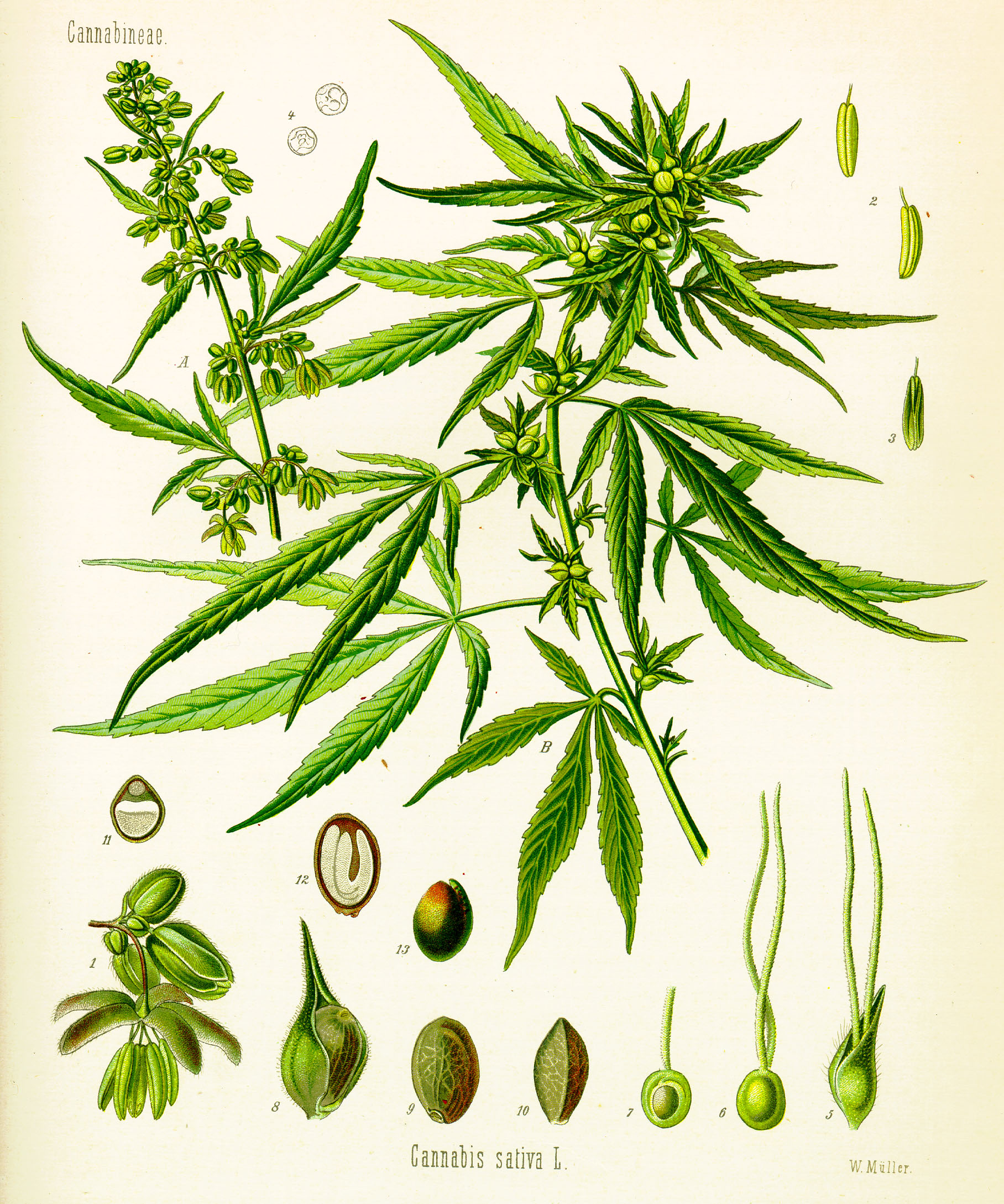
القنب كما هو موضح في كتاب كولر للنباتات الطبية ، 1897

الحشيش الطبي له العديد من الآثار المفيدة المحتملة. الدليل معتدل على أنه يساعد في الألم المزمن وتشنجات العضلات . تشير الأدلة منخفضة الجودة إلى استخدامه للحد من الغثيان أثناء العلاج الكيميائي ، وتحسين الشهية في فيروس نقص المناعة البشرية / الإيدز ، وتحسين النوم، وتحسين التشنجات اللاإرادية في متلازمة توريت . عندما تكون العلاجات المعتادة غير فعالة، ينصح أيضًا تناول القنّب لفقدان الشهية والتهاب المفاصل والصداع النصفي والزرق. كما تتم دراسة فعاليته في حالة الأمراض العقلية مثل الاضطرابات الذهانية مثل الفصام 

### الأرق
لم يجد البحث الذي حلل البيانات من المسح الوطني للصحة والتغذية (NHANES) اختلافات كبيرة في مدة النوم بين مستخدمي القنب وغير المستخدمين. يشير هذا إلى أنه في حين قد يدرك بعض الأفراد فوائد استخدام القنب من حيث النوم، فقد لا يغير بشكل كبير أنماط النوم الإجمالية عبر عامة السكان. تشير مراجعة منهجية أجريت عام 2018 إلى أن الكانابيديول (ِCBD) قد يكون له إمكانات علاجية لعلاج الأرق. بسبب قدرته على التأثير على النوم دون التأثيرات النفسية المرتبطة بتتراهيدروكانابينول (THC). في دراسة نشرت سنة 2024، ارتبط تعاطي القنب قبل النوم بحد أدنى من التغييرات في بنية النوم. ولم يرتبط تعاطي القنب بتدابير تحسين النوم بما في ذلك زيادة وقت النوم أو كفاءته وقد يكون مرتبطًا بنوم رديء الجودة من خلال زيادة بداية الاستيقاظ والنوم في المرحلة الأولى.

### الغثيان والقيء
يعتبر القنب الطبي فعالاً إلى حد ما في علاج الغثيان والقيء الناجم عن العلاج الكيميائي وقد يكون خيارًا معقولًا لأولئك الذين لا يتحسنون بعد العلاج التفضيلي. وجدت الدراسات المقارنة أن القنب أكثر فعالية من بعض مضادات القيء التقليدية مثل بروكلوربيرازين وبروميثازين وميتوكلوبراميد في السيطرة على الغثيان والقيء الناجم عن العلاج الكيميائي ولكن يتم استخدامها بشكل أقل بسبب الآثار الجانبية بما في ذلك الدوخة واضطراب المزاج والهلوسة. قد يسبب استخدام القنب على المدى الطويل الغثيان والقيء، وهي حالة تُعرف باسم متلازمة القيء المفرط الناجم عن القنب.
ذكرت مراجعة لعام 2016 أن القنب "فعال على الأرجح" في علاج الغثيان الناجم عن العلاج الكيميائي عند الأطفال، ولكن مع وجود آثار جانبية عالية (النعاس والدوار وتقلبات المزاج وزيادة الشهية بشكل أساسي). كانت الآثار الجانبية الأقل شيوعًا هي "مشاكل العين وانخفاض ضغط الدم الانتصابي وارتعاش العضلات والحكة والغموض والهلوسة والدوار وجفاف الفم"

### تخفيف الألم
وجدت مراجعة أجريت عام 2021 تأثيرًا ضئيلًا لاستخدام القنب غير المستنشق لتخفيف الألم المزمن. ووفقًا لمراجعة منهجية أجريت عام 2019، كانت هناك نتائج غير متسقة لاستخدام القنب لعلاج الألم العصبي والتشنجات المرتبطة بالتصلب المتعدد والألم الناتج عن الاضطرابات الروماتيزمية، لكنه لم يكن فعالًا في علاج آلام السرطان المزمنة. عندما يتم استنشاق القنب لتخفيف الألم، ترتفع مستويات القنب في الدم بشكل أسرع من استخدام المنتجات الفموية، حيث تبلغ ذروتها في غضون ثلاث دقائق وتصل إلى تأثير مسكن في سبع دقائق. اعتبرت مراجعة أجريت عام 2011 أن القنب آمن بشكل عام، ويبدو أنه أكثر أمانًا من المواد الأفيونية في الرعاية التلطيفية. خلصت مراجعة أجريت عام 2022 إلى أن تخفيف الألم الذي تم تجربته بعد استخدام القنب الطبي يرجع إلى تأثير الدواء الوهمي، خاصة في ظل الاهتمام الإعلامي الواسع النطاق الذي يحدد التوقعات لتخفيف الألم. تشير دراسة نشرت في 2024 مستعملة بيانات مستمدة من سجل واسع متعدد المراكز إلى أن القنب الطبي علاج تكميلي آمن وفعال لتسكين الآلام لدى مرضى السرطان.

## الآثار السلبية
لا توجد بيانات كافية لاستخلاص استنتاجات قوية حول سلامة القنب الطبي. عادةً، لا تكون الآثار السلبية لاستخدام القنب الطبي خطيرة؛ فهي تشمل التعب والدوار وزيادة الشهية والتأثيرات القلبية الوعائية والنفسية. يمكن أن تشمل الآثار الأخرى ضعف الذاكرة قصيرة المدى؛ ضعف التنسيق الحركي؛ تغيير الحكم؛ والجنون أو الذهان عند جرعات عالية. تتطور التسامح مع هذه التأثيرات على مدى أيام أو أسابيع. لا يُعتقد أن كمية القنب المستخدمة عادةً لأغراض طبية تسبب أي ضعف إدراكي دائم لدى البالغين، على الرغم من أنه يجب وزن العلاج طويل الأمد لدى المراهقين بعناية لأنهم أكثر عرضة لهذه الإعاقات. نادرًا ما تكون أعراض الانسحاب مشكلة مع الإدارة الطبية الخاضعة للرقابة للقنب. قد تضعف القدرة على قيادة المركبات أو تشغيل الآلات حتى يتم تطوير التسامح. على الرغم من أن مؤيدي القنب الطبي يقولون إنه آمن، إلا أن هناك حاجة إلى مزيد من البحث لتقييم سلامة استخدامه على المدى الطويل.

### الوظائف المعرفية
بسبب التباين الكبير بين الدراسات، فمن غير الممكن التوصل إلى أي استنتاجات قاطعة بشأن تأثير الأدوية القائمة على القنب على الأداء الإدراكي. ومع ذلك، تشير غالبية الأدلة عالية الجودة إلى أن التأثير السلبي للأدوية القائمة على القنب على الأداء الإدراكي طفيف، شريطة أن تكون جرعات رباعي هيدروكانابينول منخفضة إلى معتدلة. من ناحية أخرى، قد يظل الاستخدام طويل الأمد للأدوية القائمة على القنب يؤثر سلبًا على الأداء الإدراكي. وفي الدراسات التي وجدت أن ضعف الأداء الإدراكي مهم، كانت جميع درجات الاختبار إما ضمن النطاق الطبيعي أو أقل مما يمكن وصفه بأنه ضعف إدراكي عصبي نفسي.

### التأثير على الذهان
يمكن أن يؤدي التعرض لمادة THC إلى ظهور أعراض ذهانية حادة عابرة لدى الأفراد الأصحاء والأشخاص المصابين بالفصام. خلص تحليل تلوي أجري عام 2007 إلى أن تعاطي القنب قلل من متوسط عمر ظهور الذهان بمقدار 2.7 عامًا مقارنة بالاستخدام غير القنب.[47] وخلص تحليل تلوي أجري عام 2005 إلى أن تعاطي المراهقين للقنب يزيد من خطر الإصابة بالذهان، وأن الخطر مرتبط بالجرعة. وخلصت مراجعة للأدبيات أجريت عام 2004 حول هذا الموضوع إلى أن تعاطي القنب يرتبط بزيادة مضاعفة في خطر الإصابة بالذهان، ولكن تعاطي القنب "ليس ضروريًا ولا كافيًا" للتسبب في الذهان.[49] وتوصلت مراجعة فرنسية من عام 2009 إلى استنتاج مفاده أن تعاطي القنب، وخاصة قبل سن 15 عامًا، كان عاملاً في تطور الاضطرابات الفصامية.

## علم الأدوية
يحتوي جنس القنب على نوعين ينتجان كميات كافية من القنب المؤثر على العقل: القنب الهندي والقنب الساتيفا، والمدرجان ضمن النباتات الطبية المدرجة في الجدول الأول في الولايات المتحدة؛ والنوع الثالث، القنب الروديراليس، له خصائص نفسية قليلة.  يحتوي القنب على أكثر من 460 مركبًا ؛ 80 منها على الأقل من القنب  - مركبات كيميائية تتفاعل مع مستقبلات القنب في الدماغ. اعتبارًا من عام 2012، كانت إدارة الغذاء والدواء الأمريكية تدرس أكثر من 20 من القنب.
القنب الأكثر تأثيرًا على العقل الموجود في نبات القنب هو رباعي هيدروكانابينول (أو دلتا-9-رباعي هيدروكانابينول، المعروف باسم THC). تشمل القنب الأخرى دلتا-8-تتراهيدروكانابينول، وكانابيديول (CBD)، وكانابينول (CBN)، وكانابيسيكلول (CBL)، وكانابيكرومين (CBC)، وكانابيجيرول (CBG)؛ ولها تأثيرات نفسية أقل من THC، ولكنها قد تلعب دورًا في التأثير الكلي للقنب. والأكثر دراسة هي THC وCBD وCBN.
CB1 وCB2 هما مستقبلات القنب الأساسية المسؤولة عن العديد من تأثيرات القنب، على الرغم من أن مستقبلات أخرى قد تلعب دورًا أيضًا. ينتمي كلاهما إلى مجموعة من المستقبلات تسمى مستقبلات البروتين المقترن (GPCRs). توجد مستقبلات CB1 بمستويات عالية جدًا في الدماغ ويُعتقد أنها مسؤولة عن التأثيرات النفسية. توجد مستقبلات CB2 في محيط الجسم ويُعتقد أنها تعدل الألم والالتهاب.

### الامتصاص

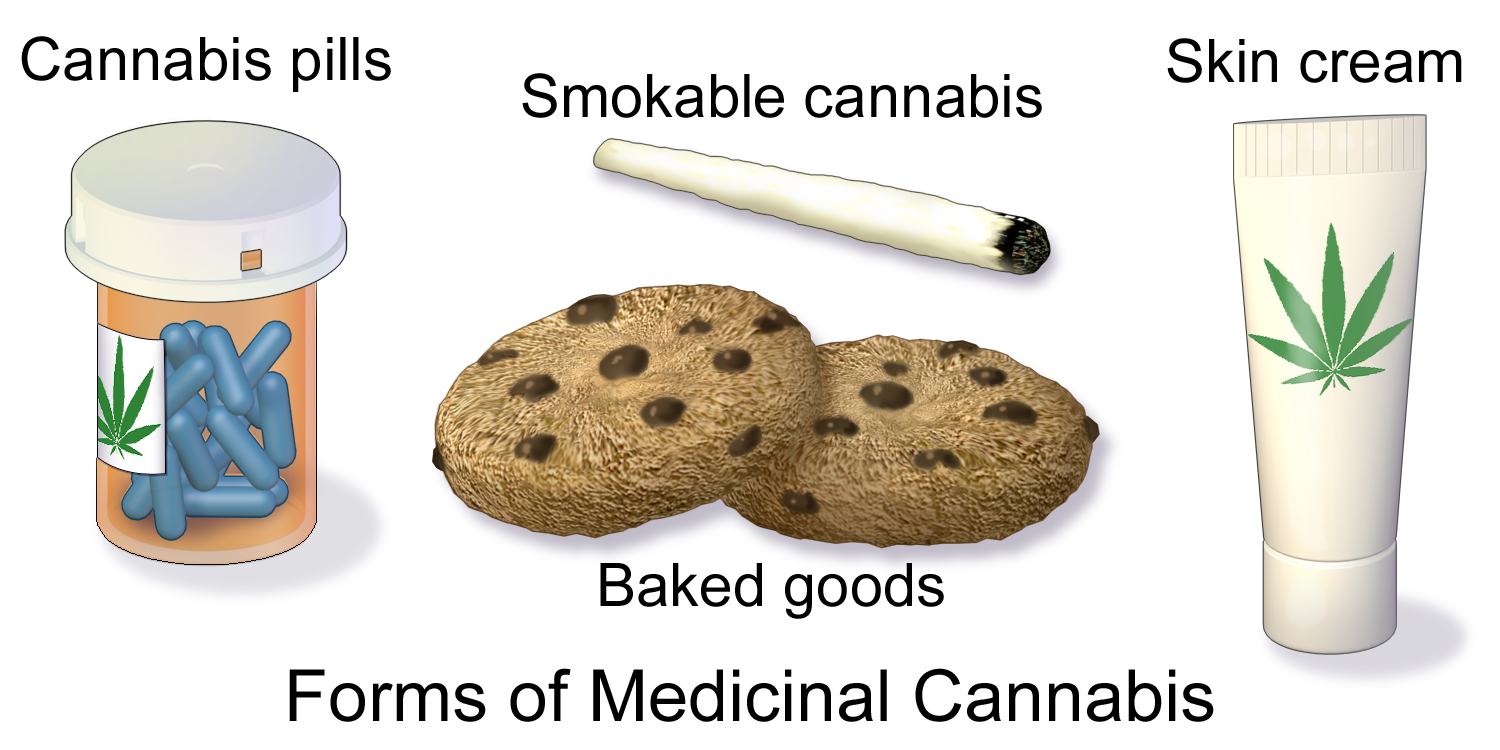
أشكال القنب الطبي. تم التبرع بهذه الصورة من قبل Blausen Medical.

يتمتع THC المستنشق والمتبخر بملفات امتصاص مماثلة لـ THC المدخن، مع توفر حيوي يتراوح من 10 إلى 35٪. يتمتع الإعطاء عن طريق الفم بأقل قدر من التوافر الحيوي بحوالي 6٪، وامتصاص متغير حسب المركبة المستخدمة، وأطول وقت للوصول إلى مستويات الذروة في البلازما (2 إلى 6 ساعات) مقارنة بـ THC المدخن أو المتبخر. على غرار THC، يتمتع CBD بتوافر حيوي فموي ضعيف، حوالي 6٪. يُعزى التوافر الحيوي المنخفض إلى حد كبير إلى التمثيل الغذائي الأولي الكبير في الكبد والامتصاص غير المنتظم من الجهاز الهضمي. ومع ذلك، فإن الإعطاء عن طريق الفم لـ CBD يستغرق وقتًا أسرع للوصول إلى تركيزات الذروة (ساعتان) من THC.
نظرًا للتوافر الحيوي الضعيف للمستحضرات الفموية، تمت دراسة طرق بديلة للإعطاء، بما في ذلك تحت اللسان والمستقيم. تعمل هذه التركيبات البديلة على تعظيم التوافر البيولوجي وتقليل التمثيل الغذائي الأولي. أدى الإعطاء تحت اللسان للأرانب إلى زيادة التوافر البيولوجي بنسبة 16% ووقت الوصول إلى التركيز الأقصى 4 ساعات. أدى الإعطاء المستقيمي للقرود إلى مضاعفة التوافر البيولوجي إلى 13.5% وحقق تركيزات الذروة في الدم في غضون 1 إلى 8 ساعات بعد الإعطاء.

## الوضع القانوني

خريطة توضح الوضع القانوني للقنب الطبي في جميع أنحاء العالم 2024. الأخضر : قانوني للاستخدام الطبي
الأزرق : غير قانوني
رمادي : غير معروف مدى قانونيته

تشمل الدول التي شرعت الاستخدام الطبي للقنب الأرجنتين، أستراليا، البرازيل، كندا، تشيلي، كولومبيا، كوستاريكا، كرواتيا، قبرص، جمهورية التشيك، فنلندا،  ألمانيا،اليونان، إسرائيل،  إيطاليا، جامايكا، لبنان، لوكسمبورج، مالطا، المغرب، هولندا، نيوزيلندا، مقدونيا الشمالية، بنما، بيرو، بولندا، البرتغال، رواندا، سريلانكا، سويسرا، تايلاند، المملكة المتحدة، و الأوروغواي. وتفرض بلدان أخرى قوانين أكثر تقييدًا تسمح فقط باستخدام عقاقير القنب المعزولة مثل Sativex أو Epidiolex وتشمل البلدان ذات السياسات الأكثر مرونة كندا،[124] وهولندا،[97] وتايلاند،[125] وأوروغواي،[97] حيث يمكن شراء القنب دون الحاجة إلى وصفة طبية. في المكسيك، يقتصر محتوى رباعي هيدروكانابينول في القنب الطبي على واحد في المائة.[126] وفي الولايات المتحدة، تختلف شرعية القنب الطبي حسب الولاية. ومع ذلك، في العديد من هذه البلدان، قد لا يكون الوصول ممكنًا دائمًا في ظل نفس الظروف.
يخضع القنب ومشتقاته للتنظيم بموجب ثلاث معاهدات لمكافحة المخدرات تابعة للأمم المتحدة: الاتفاقية الوحيدة للمخدرات لعام 1961، واتفاقية المؤثرات العقلية لعام 1971، واتفاقية مكافحة الاتجار غير المشروع بالمخدرات والمؤثرات العقلية لعام 1988. يُصنف القنب وراتنج القنب كمخدر من الجدول الأول بموجب معاهدة الاتفاقية الوحيدة، مما يعني أن الاستخدام الطبي يعتبر "لا غنى عنه لتسكين الألم والمعاناة" ولكنه يُعتبر دواءً مسببًا للإدمان مع مخاطر إساءة استخدامه. تلتزم البلدان بتوفير الوصول والتوافر الكافي للأدوية المدرجة في الجدول الأول لأغراض الاستخدامات الطبية.
قبل ديسمبر 2020، تم أيضًا تضمين القنب وراتنج القنب في الجدول الرابع، وهو مستوى أكثر تقييدًا من الرقابة، وهو مخصص فقط لأخطر المخدرات مثل الهيروين والفنتانيل وقد تمت إزالتهما بعد تقييم علمي مستقل أجرته منظمة الصحة العالمية في الفترة 2018-2029. صوتت الدول الأعضاء في لجنة الأمم المتحدة للمخدرات بأغلبية 27 صوتًا مقابل 25 صوتًا لإزالته من الجدول الرابع في 2 ديسمبر 2020، بعد توصية منظمة الصحة العالمية بإزالته في يناير 2019.
في الولايات المتحدة، يعد استخدام القنب للأغراض الطبية قانونيًا في 38 ولاية، وأربعة من أصل خمسة أقاليم أمريكية مأهولة بشكل دائم، ومنطقة كولومبيا. كما أن هناك 10 ولايات أخرى لديها قوانين أكثر تقييدًا تسمح باستخدام منتجات منخفضة رباعي هيدروكانابينول. لا يزال القنب غير قانوني على المستوى الفيدرالي بموجب قانون المواد الخاضعة للرقابة، والذي يصنفه كمخدر من الجدول الأول مع إمكانية عالية للإساءة وعدم وجود استخدام طبي مقبول. ومع ذلك، في ديسمبر 2014، تم توقيع تعديل روهراباخر-فار ليصبح قانونًا، مما يحظر على وزارة العدل مقاضاة الأفراد الذين يتصرفون وفقًا لقوانين القنب الطبي في الولاية.
في الولايات المتحدة، وافقت إدارة الغذاء والدواء على اثنين من القنب الفموي للاستخدام كدواء في عام 1985: درونابينول (دلتا-9-THC نقي؛ الاسم التجاري مارينول) ونابيلون (نيوكانابينويد صناعي؛ الاسم التجاري سيزاميت).[6] في الولايات المتحدة، كلاهما مدرج في الجدول الثاني، مما يشير إلى إمكانية عالية للآثار الجانبية والإدمان.

## الاقتصاد

### التوزيع
تختلف طريقة الحصول على الماريجوانا الطبية حسب المنطقة والتشريعات. في الولايات المتحدة، يزرع معظم المستهلكين الماريجوانا بأنفسهم أو يشترونها من صيدليات الماريجوانا في الولايات التي يكون فيها ذلك قانونيًا. تُستخدم آلات بيع الماريجوانا لبيع أو توزيع الماريجوانا في الولايات المتحدة ومن المخطط استخدامها في كندا. في عام 2014، بدأت شركة Meadow الناشئة في تقديم خدمة توصيل الماريجوانا الطبية عند الطلب في منطقة خليج سان فرانسيسكو، من خلال تطبيقها المحمول.
وفقًا لتقرير الأمم المتحدة لعام 2017، يتم تصدير ما يقرب من 70٪ من الماريجوانا الطبية من المملكة المتحدة، مع وصول معظم الكمية المتبقية من كندا وهولندا.

### التأمين
في الولايات المتحدة، لا يجوز لشركات التأمين الصحي دفع ثمن وصفة طبية للماريجوانا، حيث يجب على إدارة الغذاء والدواء الموافقة على أي مادة لأغراض طبية. قبل أن يحدث هذا، يجب على إدارة الغذاء والدواء أولاً السماح بدراسة الفوائد الطبية والمضار للمادة، وهو ما لم تفعله منذ وضعها في الجدول الأول من قانون المواد الخاضعة للرقابة في عام 1970. وبالتالي، فإن جميع النفقات المتكبدة في استيفاء وصفة طبية للماريجوانا من الممكن أن يتم تكبدها من الجيب. ومع ذلك، قضت محكمة استئناف نيو مكسيكو بأن تأمين تعويضات العمال يجب أن يدفع ثمن الماريجوانا الموصوفة كجزء من برنامج الماريجوانا الطبية في الولاية.

### مواقف المنظمات الطبية
تشمل المنظمات الطبية التي أصدرت بيانات لدعم السماح بالوصول إلى القنب الطبي جمعية الممرضات الأمريكية، وجمعية الصحة العامة الأمريكية، وجمعية طلاب الطب الأمريكية، وجمعية التصلب المتعدد الوطنية، ومؤسسة الصرع، وجمعية اللوكيميا والليمفوما.
تشمل المنظمات التي تعارض تقنين القنب الطبي الأكاديمية الأمريكية لطب الأطفال (AAP) والجمعية الأمريكية للطب النفسي. ومع ذلك، تدعم الأكاديمية الأمريكية لطب الأطفال أيضًا إعادة الجدولة لغرض تسهيل البحث. لا تتخذ الجمعية الطبية الأمريكية والكلية الأمريكية للأطباء موقفًا بشأن تقنين القنب الطبي، لكنهما طالبتا بمراجعة تصنيف الجدول الأول. كما لا تتخذ الأكاديمية الأمريكية لأطباء الأسرة والجمعية الأمريكية لطب الإدمان موقفًا، لكنهما تدعمان إعادة الجدولة لتسهيل البحث بشكل أفضل. تقول جمعية القلب الأمريكية إن "العديد من الآثار الصحية المثيرة للقلق للقنب تشمل أمراض القلب والأوعية الدموية" لكنها تدعم إعادة الجدولة للسماح "بتشريعات وتنظيمات أكثر دقة ... للماريجوانا" و"لتعكس العلم الحالي وراء القنب". لاحظت الجمعية الأمريكية للسرطان والجمعية الأمريكية لعلم النفس العقبات التي تواجه إجراء البحوث حول القنب، ودعت الحكومة الفيدرالية إلى تمكين الدراسة العلمية للدواء بشكل أفضل. تقول مؤسسة أبحاث السرطان في المملكة المتحدة أنه بينما يتم دراسة القنب لإمكاناته العلاجية، فإن "الادعاءات بوجود" دليل "قوي على أن القنب أو القنبينويدات يمكن أن تعالج السرطان مضللة للغاية للمرضى وأسرهم، وتبني صورة زائفة لحالة التقدم في هذا المجال".

## معرض صور

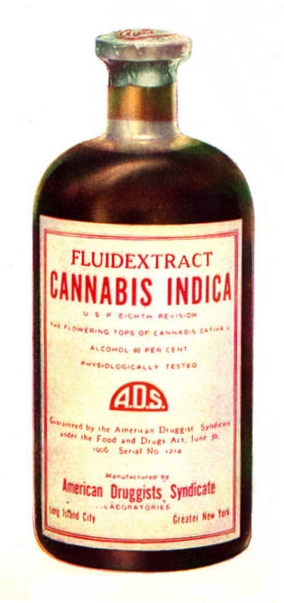
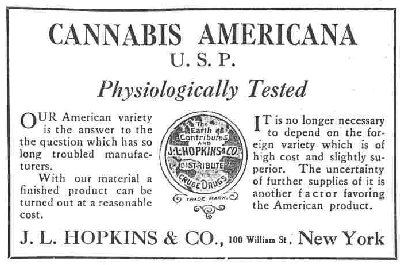
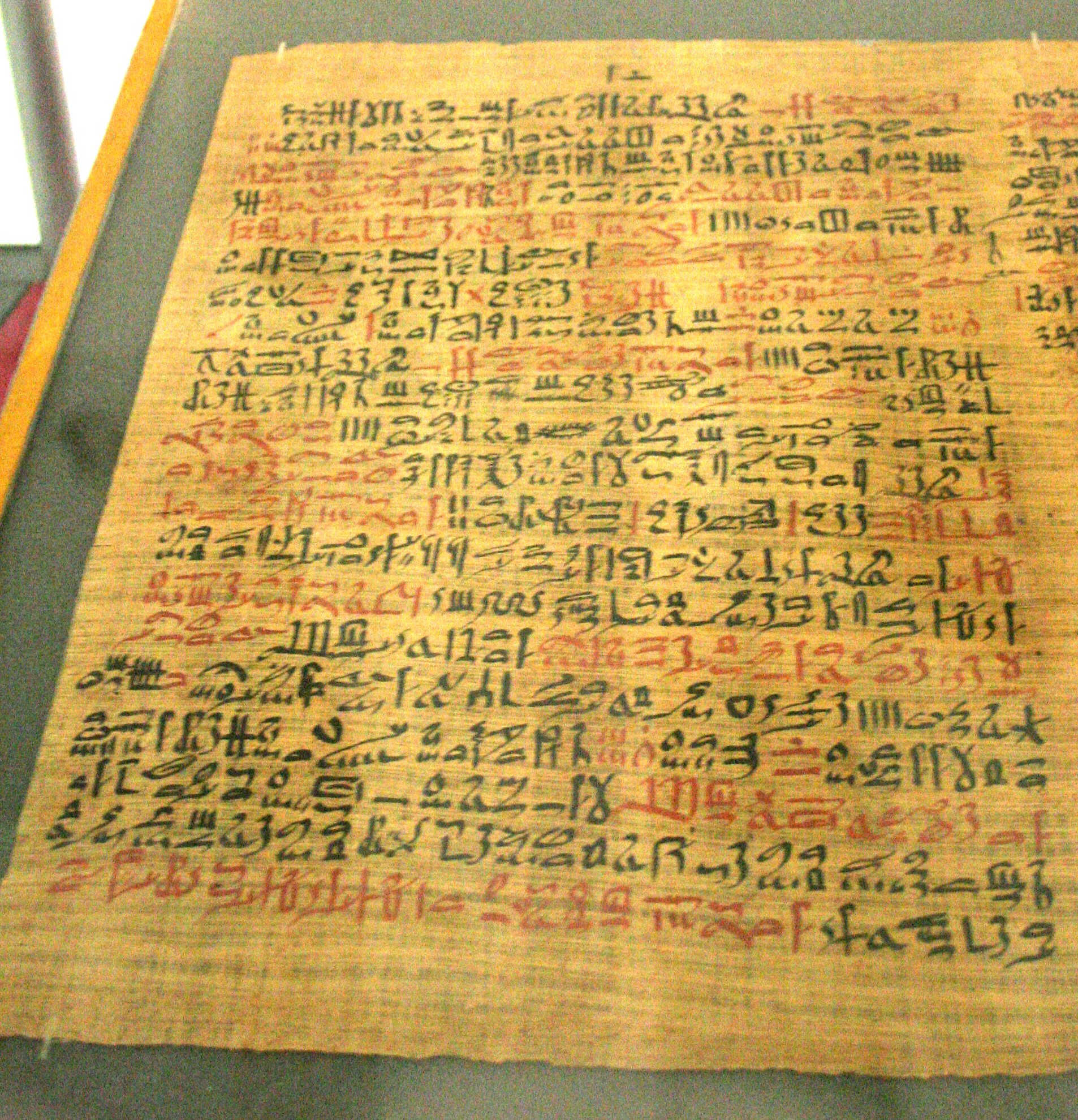
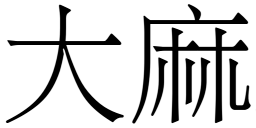